# Simon Collins

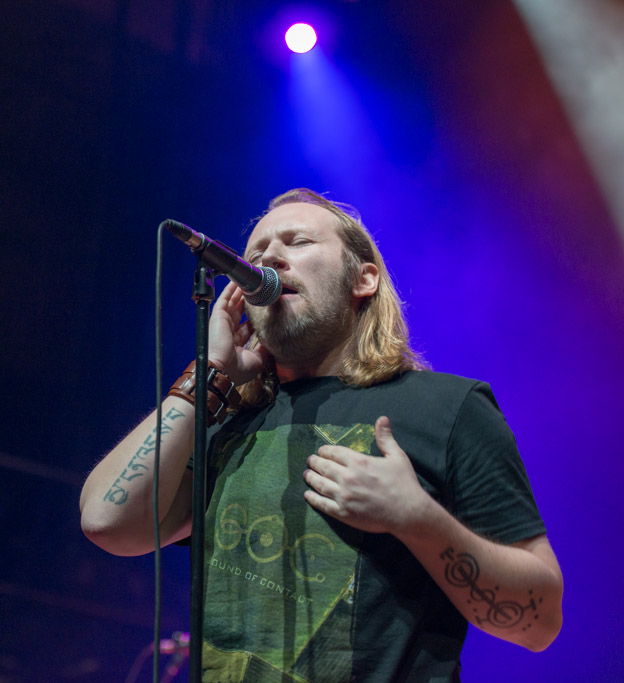
Simon Collins bei einem Konzert mit Sound of Contact 2013

Simon Collins (* 14. September 1976 in Hammersmith, London) ist ein britisch-kanadischer Rock-/Pop-Sänger, Schlagzeuger und Komponist. Er ist der erste Sohn des Musikers Phil Collins.

## Biografie
Mit fünf Jahren erlernte Collins mit Hilfe seines Vaters das Schlagzeugspiel. Drei Jahre später zog er nach der Trennung seiner Eltern mit seiner Mutter nach Kanada, in die Stadt Vancouver. Dort verfeinerte er seine Fertigkeit für das Schlagwerk. In den folgenden Jahren spielte er in verschiedenen Bands.
1999 war er in der TV-Dokumentation Summer Love im kanadischen Fernsehen zu sehen. Im selben Jahr nahm ihn das deutsche Major Label Warner Music unter Vertrag, was ihn dazu veranlasste, nach Deutschland zu ziehen. Mit seinen ersten beiden Singles Pride und Shine Through erreichte er die Top 100 der deutschen Singlecharts. Letztere Single schrieb er zusammen mit Howard Jones. Auf der ersten Single Pride übernahm Vater Phil Collins den Hintergrundgesang.
Das Debütalbum All of Who You Are, auf dem sich beide Single-Hits befinden, verkaufte sich mehr als 100.000 mal in Deutschland, Österreich und Schweiz. Die dritte Single Money Maker floppte allerdings.
Im Jahr 2002 verließ Simon Collins Warner Music, um sein zweites Album im Alleingang zu produzieren. Hierfür gründete er mit dem deutschen Produzenten und Manager Andre Fedorow seine eigene Produktionsfirma in Frankfurt am Main. Time for Truth hieß das zweite Album und wurde aufgrund des Wohnortwechsels seitens Collins nur in Kanada und Nordamerika über Maple / Universal Music veröffentlicht. Die Singles Man on TV und Reason bekamen dort nur mäßiges Airplay und keine Chartplatzierungen. Und auch wie bei dem Vorgängeralbum gab es kaum Livekonzerte.
Zum 40. Jubiläum der Rockgruppe Genesis coverte er deren Song Keep it Dark und stellte ihn zum freien Download ins Internet. Die mp3 wurde in den nächsten 12 Monaten insgesamt über 200.000 mal heruntergeladen.
Im selben Jahr produzierte er mit Kevin Churko sein drittes Album U-Catastrophe, welches im Herbst 2008 bei Razor&Tie/Sony-BMG in Amerika erschien. Die Single-Auskopplung Unconditional erreichte Platz 12 der amerikanischen Adult-Contemporary-Charts und schaffte ebenfalls den Einstieg in die Canadian Hot 100.
Simon Collins betreibt unter anderem sein eigenes Musiklabel Lightyears Music und legt unter dem Pseudonym „Spacehead“ in Clubs in Kanada und Deutschland auf.

## Diskografie

### Alben
- 1999: All of Who You Are (WEA)
- 2005: Time for Truth (Lightyears Music)
- 2008: U-Catastrophe (Razor&Tie/Sony-BMG)

Quelle:

### Singles
- 1999: Pride (WEA)
- 2000: Money Maker (WEA)
- 2000: Shine Through (WEA)
- 2005: Man on TV (WEA)
- 2005: Hold On (WEA)
- 2007: Keep It Dark (Genesis-Cover) (Lightyears Music)
- 2008: Powerless (Lightyears Music)
- 2008: Unconditional (Razor&Tie/Lightyears Music)

Quelle:

### Mit Sound of Contact
- 2013: Dimensionaut (Album) (InsideOut Music)[6]

### Gastbeiträge
- 2012: Steve Hackett - Genesis Revisited II[7]